# 대한민국 형법 제232조
대한민국 형법 제232조는 자격모용에 의한 사문서작성죄에 대한 형법각칙의 조문이다. 다른 문서에 관한 죄와 달리 외국인이 한국 밖에서 범한 범죄를 처벌하지 않는다.

## 조문
제232조(자격모용에 의한 사문서의 작성) 행사할 목적으로 타인의 자격을 모용하여 권리·의무 또는 사실증명에 관한 문서 또는 도화를 작성한 자는 5년 이하의 징역 또는 1천만원 이하의 벌금에 처한다.  <개정 1995.12.29.>

第232條(資格冒用에 依한 私文書의 作成) 行使할 目的으로 他人의 資格을 冒用하여 權利·義務 또는 事實證明에 關한 文書 또는 圖畵를 作成한 者는 5年 以下의 懲役 또는 1千萬원 이하의 罰金에 處한다. <改正 1995.12.29.>

## 판례
- 자격모용에 의한 사문서작성죄는 행사할 목적으로 타인의 자격을 모용하여 작성된 문서가 일반인으로 하여금 당해 명의인의 권한 내에서 작성된 문서라고 믿게 할 수 있는 정도의 형식과 외관을 갖추고 있으면 성립하는 것이고, 자격모용에 의한 사문서작성죄에서의 ‘타인’에는 자연인 뿐만 아니라 법인, 법인격 없는 단체를 비롯하여 거래관계에서의 독립한 사회적 지위를 갖고 활동하고 있는 존재로 취급될 수 있으면 여기에 해당한다.[2]
- 전자복사기 등을 사용하여 복사한 문서의 사본도 문서원본과 동일한 의미를 가지는 문서로서 이를 다시 복사한 문서의 재사본도 문서위조죄 및 동 행사죄의 객체인 문서에 해당한다 할 것이고, 진정한 문서의 사본을 전자복사기를 이용하여 복사하면서 일부 조작을 가하여 그 사본 내용과 전혀 다르게 만드는 행위는 공공의 신용을 해할 우려가 있는 별개의 문서사본을 창출하는 행위로서 문서위조행위에 해당한다[3]
- 자격모용에 의한 사문서작성죄는 문서위조죄와 마찬가지로 문서의 진정에 대한 공공의 신용을 그 보호법익으로 하는 것으로서, 행사할 목적으로 타인의 자격을 모용하여 작성된 문서가 일반인으로 하여금 당해 명의인의 권한 내에서 작성된 문서라고 믿게 할 수 있는 정도의 형식과 외관을 갖추고 있으면 성립하는 것이고, 자격모용에 의한 사문서작성죄에서의 ‘타인’에는 자연인뿐만 아니라 법인, 법인격 없는 단체를 비롯하여 거래관계에서 독립한 사회적 지위를 갖고 활동하고 있는 존재로 취급될 수 있으면 여기에 해당된다.[4]

## 참고 문헌
- 김재윤(학원인), 손동권 저, 새로운 형법각론, 율곡출판사, 2013. ISBN 9788997428342

## 같이 보기
- 공문서위조죄